# Gechi (distrikt)
Gechi är ett distrikt i Etiopien.   Det ligger i regionen Oromia, i den centrala delen av landet, 240 km väster om huvudstaden Addis Abeba.